# Гарц (Узедом)
Гарц (њем. Garz) општина је у њемачкој савезној држави Мекленбург-Западна Померанија. Једно је од 89 општинских средишта округа Остфорпомерн. Према процјени из 2010. у општини је живјело 204 становника. Посједује регионалну шифру (AGS) 13059022.

## Географски и демографски подаци
Гарц се налази у савезној држави Мекленбург-Западна Померанија у округу Остфорпомерн. Општина се налази на надморској висини од 21 метра. Површина општине износи 10,0 km². У самом мјесту је, према процјени из 2010. године, живјело 204 становника. Просјечна густина становништва износи 20 становника/km².